# 托里切拉-佩利尼亚
托里切拉-佩利尼亚（義大利語：Torricella Peligna），是意大利基耶蒂省的一个市镇。总面积35平方公里，人口1472人，人口密度42.1人/平方公里（2009年）。ISTAT代码为069095。